# Zonsverduistering van 3 augustus 2073

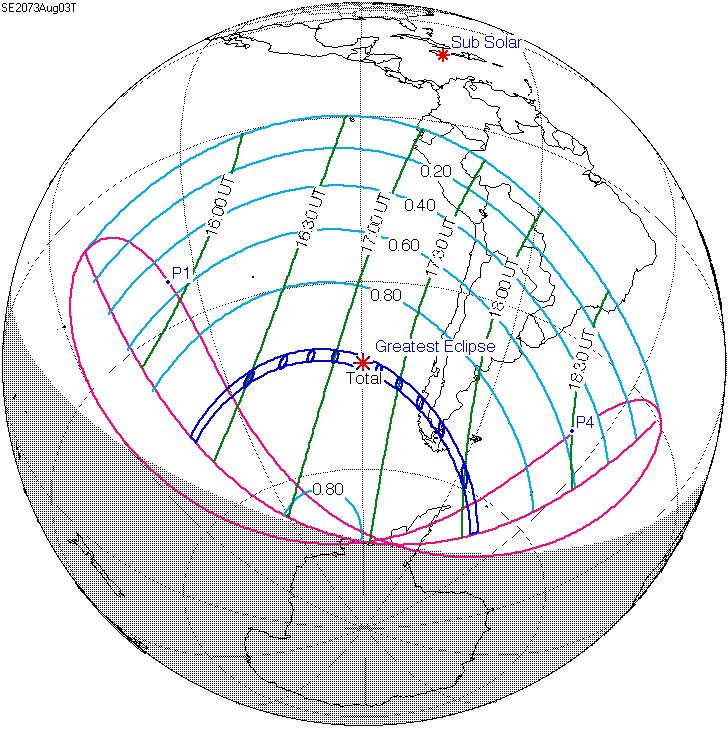
De zonsverduistering is de zien tussen de blauwe lijnen.

De totale zonsverduistering van 3 augustus 2073 trekt veel over zee, maar is op land zichtbaar vanuit Chili en Argentinië. 

## Lengte

### Maximum
Het punt met maximale totaliteit ligt op zee ver van enig land op coördinatenpunt 43.2419° Zuid / 89.3876° West en duurt 2m29,2s.

### Limieten
| Fenomeen                    | Code | Tijdstip UTC |
| --------------------------- | ---- | ------------ |
| Eerste contact bijschaduw   | P1   | 14:57:30.6   |
| Eerste contact kernschaduw  | U1   | 16:20:39.7   |
| Kernschaduw compleet vanaf  | U2   | 16:23:08.2   |
| Bijschaduw compleet vanaf   | P2   | Niet         |
| Maximum eclips              | GE   | 17:13:04.4   |
| Bijschaduw compleet t/m     | P3   | Niet         |
| Kernschaduw compleet t/m    | U3   | 18:02:45.5   |
| Laatste contact kernschaduw | U4   | 18:05:19.0   |
| Laatste contact bijschaduw  | P4   | 19:28:25.3   |